# Премия имени И. П. Павлова
Премия им. И.П. Павлова — это награда, присуждаемая за высокие достижения в области физиологии. Учреждена в Академии наук СССР в 1934 году. Премия получила своё название в честь Ивана Петровича Павлова, создателя науки о высшей нервной деятельности и регуляции пищеварения, лауреата Нобелевской премии в области медицины и физиологии. 
Первым лауреатом премии стал Леон Абгарович Орбели в 1937 году

## Лауреаты
- 1937 –  академик АН СССР Леон Абгарович Орбели
- 1938 – член-корреспондент АМН СССР,  АМН СССР и АН Грузинской ССР Иван Соломонович Бериташвили;
- 1939 – академик АН СССР и АМН СССР Быков Константин Михайлович;
- 1942 – доктор медицинских наук, действительный член АМН СССР Иванов-Смоленский Анатолий Георгиевич;
- 1944 – академик, действительный член АМН СССР Черниговский Владимир Николаевич;
- 1951 – профессор, член-корреспондент АН СССР Асратян Эзрас Асратович;
- 1952 – член-корреспондент АН СССР и АПН СССР Воронин Леонид Григорьевич;
- 1957 – доктор медицинских наук, профессор, член-корреспондент АН СССР Карамян Арташес Иванович;
- 1960 – профессор Коган Александр Борисович;
- 1962 – доктор биологических наук, профессор Айрапетян Эрванд Шамирович;
- 1963 – член-корреспондент АН СССР Уголев, Александр Михайлович;
- 1979 – доктор медицинских наук, профессор Симонов Павел Васильевич;
- 2000 – академик Бехтерева, Наталья Петровна;
- 2002 – член-корреспондент РАН Даревский, Илья Сергеевич;
- 2003 – академик РАМН Айламазян Эдуард Карпович;
- 2004 – академик Наточин, Юрий Викторович;
- 2005 – доктор биологических наук, профессор Зоологического института РАН Дольник, Виктор Рафаэльевич;
- 2006 – академик Ноздрачев, Александр Данилович;
- 2007 – член-корреспондент РАН Магазаник, Лев Гиршевич;
- 2008 – член-корреспондент РАМН Баранов, Владислав Сергеевич;
- 2009 — академик Весёлкин, Николай Петрович.
- 2010 Академик РАМН Гранов Анатолий Михайлович
- 2011 Член-корреспондент РАМН Шляхто Евгений Владимирович
- 2012 Академик РАМН Софронов Генрих Александрович
- 2013 Академик РАМН Лобзин Юрий Владимирович
- 2014 Академик РАМН Мазуров Вадим Иванович
- 2015 Член-корреспондент РАН Медведев Святослав Всеволодович
- 2016 Доктор медицинских наук, член-корреспондент РАН Дубина Михаил Владимирович
- 2017 Член-корреспондент РАН, доктор биологических наук Филаретова Людмила Павловна
- 2018 Академик РАН, доктор медицинских наук Баиндурашвили Алексей Георгиевич
- 2019 Член-корреспондент Российской академии наук, доктор биологических наук Герасименко Юрий Петрович
- 2020 Доктор медицинских наук, член-корреспондент Российской академии наук Галагудза Михаил Михайлович
- 2021 Доктор биологических наук, член-корреспондент РАО Черниговская Татьяна Владимировна
- 2022 Доктор медицинских наук, академик Хубулава Геннадий Григорьевич
- 2023 Доктор медицинских наук, профессор РАН Лебедев Дмитрий Сергеевич
- 2024 Академик РАН, доктор медицинских наук, профессор Тотолян Арег Артемович
- 2025 Доктор медицинских наук, профессор Михайлов Евгений Николаевич